# Краснояр (Белебеевский район)
Краснояр (баш. Краснояр) — деревня в Белебеевском районе Башкортостана, относится к Слакбашевскому сельсовету.
С 2005 современный статус.

## Население
| 2002 | 2009 | 2010 |
| ---- | ---- | ---- |
| 88   | ↘83  | ↗94  |

Национальный состав
Согласно переписи 2002 года, преобладающая национальность — чуваши (92 %).

## Географическое положение
Расстояние до:
- районного центра (Белебей): 32 км,
- центра сельсовета (Слакбаш): 7 км,
- ближайшей ж/д станции (Глуховская): 10 км.

## История
Название происходит от местности баш. Ҡыҙылъяр (кыҙыл 'красный‘ и яр ’берег’).
Статус деревня, сельского населённого пункта, посёлок получил согласно Закону Республики Башкортостан от 20 июля 2005 года N 211-з «О внесении изменений в административно-территориальное устройство Республики Башкортостан в связи с образованием, объединением, упразднением и изменением статуса населенных пунктов, переносом административных центров», ст.1:

6. Изменить статус следующих населенных пунктов, установив тип поселения — деревня:

5) в Белебеевском районе:…

ж) поселка Краснояр Слакбашевского сельсовета